# Franciszek Dziedzic
Franciszek Dziedzic (ur. 1902 w Inwałdzie, zm. 24 grudnia 1981 w Warszawie) – polski ekonomista, geograf rolnictwa, profesor Szkoły Głównej Gospodarstwa Wiejskiego w Warszawie.
Ukończył studia na Wydziale Rolniczo-Lasowym Politechniki Lwowskiej w Dublanach, po II wojnie światowej wykładał ekonomikę i geografię rolnictwa Szkoła Główna Gospodarstwa Wiejskiego w Warszawie, zajmował stanowisko dyrektora Instytutu Ekonomii Rolnej, przewodniczył sekcji w Komitecie Ekonomii Rolnej Polskiej Akademii Nauk.

## Dorobek naukowy
Franciszek Dziedzic był autorem wielu prac naukowych, rozpraw i opracowań m.in.: 
- Stan gospodarstw włościańskich w powiecie wadowickim;
- Atlas rolniczy Polski (współautor).